# Aleksander Makowiecki
Aleksander Jan Makowiecki (1840, zm. 7 sierpnia 1907 w Warszawie) – ekonomista, filantrop, działacz spółdzielczy.

## Życiorys
Urodził się w 1840. Od 1864 pisuje na łamach warszawskich czasopism: "Kurier Warszawski", "Przegląd Tygodniowy", "Gazeta Rolnicza", "Tygodnik ilustrowany", "Opiekun Domowy", "Gazeta polska" i "Kurier Codzienny". Pokazywał w swoich artykułach wady i braki w przemyśle, handlu i rolnictwie. W latach 1872–1879 był redaktorem tygodnika "Gazeta Przemysłowo-Rzemieślnicza", jedynego czasopisma technicznego w zaborze rosyjskim. W 1869, zakłada spółdzielnię Merkury razem z Antonim Nagórnym i Wiktorem Magnusem.
W 1906 został prezesem dyrekcji Towarzystwa Kredytowego miasta Warszawy, będąc od 1881 w zarządzie Towarzystwa.
Makowiecki jest autorem broszury „Banki zaliczkowe dla rzemieślników” 1867 oraz „Spółki spożywcze” poświęconej propagowaniu idei organizowania stowarzyszeń spółdzielczych na ziemiach polskich.
Z żoną Matyldą z domu Dąbrowską, miał troje dzieci: Czesława, Zygmunta i Anielę.
Zmarł w Warszawie 7 sierpnia 1907 i pochowany został na warszawskich Powązkach (kwatera 208-5-28,29,30).